# District scolaire de Southern Huntingdon County

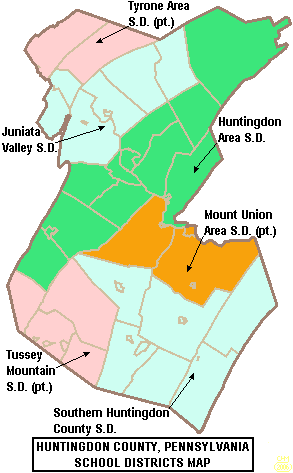
Carte des districts scolaires du comté de Huntingdon

Le district scolaire de Southern Huntingdon County (dont le nom peut être traduit par « Sud du comté de Huntingdon ») est un district scolaire rural publique comprenant la partie sud du comté de Huntingdon en Pennsylvanie, c'est-à-dire une superficie d'environ 572 km2. Il est basé à Three Springs.

## Écoles
| Nom                                                | Ville            | Niveau(x)                               |
| -------------------------------------------------- | ---------------- | --------------------------------------- |
| Southern Huntingdon County Middle/High School (en) | Three Springs    | École secondaire (niveaux 6 à 12)       |
| Rockhill Elementary School                         | Rockhill Furnace | École primaire (niveaux maternelle à 5) |
| Spring Farms Elementary School                     | Three Springs    | École primaire (niveaux maternelle à 5) |
| Shade Gap Elementary School                        | Shade Gap        | École primaire (niveaux maternelle à 5) |

## Annexe